# Phacelia laxa
Phacelia laxa är en strävbladig växtart som beskrevs av John Kunkel Small. Phacelia laxa ingår i Faceliasläktet som ingår i familjen strävbladiga växter. Inga underarter finns listade i Catalogue of Life.